# 亞洲金融集團
亞洲金融集團（控股）有限公司（港交所：0662）成立於1990年，並於同年在香港交易所上市。亞洲金融集團的主要附屬機構亞洲保險，在本地一般保險市場位列五強之一。 
亞洲金融集團的主席是陳智思。總裁陳智思及陳智文是陳有慶的兒子。
2006年5月30日，亞洲金融集團向大眾金融控股出售亞洲商業銀行的股權。
2017年3月20日，香港人壽原本亞洲保險有限公司（該公司旗下）、創興銀行有限公司、華僑永亨銀行有限公司、上海商業銀行有限公司和永隆銀行有限公司股東以71億港元，出售予神祕買家為首元國際有限公司（中國先鋒集團持有），其主席陳智文（陳有慶兒子，也是陳智思親屬）及總經理張立輝表示，出售後維持正常運作。而高盛（亞洲）有限責任公司和野村國際（香港）有限公司作為上述5名股東聯席財務顧問。

## 外部連結
- 亞洲金融集團官方網站 （页面存档备份，存于）